# 日高充
日高 充（ひだか みつる、1956年9月1日 - ）は、テレビ東京の元アナウンサー。北海道函館市出身。

## 来歴・人物
北海道函館東高等学校、明治大学農学部卒業。自然科学に興味があって大学で学んでいたが、元々喋ることが好きだったことから放送局に進路を転換、大学卒業後の1979年にミヤギテレビ入社、1988年テレビ東京入社。深夜番組『ギルガメッシュないと』で有名になり、番組内での愛称は「ダカヒー」。また同番組に出演していたイジリー岡田とは体格が似ていたことからコブトリブラザーズと呼ばれていたことがある。
2000年4月、営業局営業部へ異動となり、課長を歴任。同社が東京・竹下通りに開店したアンテナショップ「アンテニュール（現在は閉店）」のプロデュースを担当。その後、編成局放送ライブラリー部へ異動。
珠算1級、砂利採取業務主任者の免許を持つ。

## 過去の担当番組
ミヤギテレビ在籍時
- ズームイン!!朝!（宮城リポーター）
- 全国高等学校クイズ選手権（東北地区予選）

テレビ東京移籍後
- スポーツTODAY（キャスター）
- ギルガメッシュないと（レギュラー出演）